# Theophile Anthoni
Franciscus Theophilus (Theophile) Anthoni (Heist-op-den-Berg, 5 februari 1850 - aldaar, 16 maart 1907) was een Belgisch fluitist. Hij kreeg de bijnaam "Heistse nachtegaal".

## Achtergrond
Theophile Anthoni werd geboren binnen het gezin van Jan Baptist Anthoni (Joannes Baptista Anthoni) en Joanna Stephania Gielis. Zijn vader was muziekmeester en bestuurder van een fanfare in Antwerpen. In 1898 werd hij benoemd tot ridder in de Leopoldsorde. Ter gelegenheid van zijn 25-jarige jubileum aan het conservatorium van Brussel werd een bronzen buste naar ontwerp van Arsène Matton geplaatst (vanaf 2005 te vinden in de bibliotheek van het conservatorium). Broer Jozef was ook muzikant.

## Muziek
Hij speelde al op jonge leeftijd mee in het orkest Sint-Cecilia van zijn vader en ging fluit leren spelen aan de Antwerpse Vlaamse Muziekschool. Vermoedelijk volgde hij ook enkele lessen compositieleer bij Peter Benoit. Vanaf 1864 zette hij zijn studie voort aan het Conservatorium Brussel. Hij slaagde er in 1866 met een eerste prijs. Hij ging vervolgens spelen bij de Fransche Opera in Caïro. Terug in België begon hij met lesgeven aan de Muziekschool van Antwerpen. Nadat zijn leermeester Jean Dumon  in 1889 was overleden, nam hij diens taken aan het Brusselse conservatorium over. Onder zijn leerlingen bevonden zich Auguste Strauwen en Jos de Klerk. Hij speelde niet alleen in België, maar ook daarbuiten. Peter Benoit droeg overigens zijn Symfonisch gedicht voor fluit en orkest (alternatieve titel: Concert voor fluit en orkest) op aan het duo Dumon en Anthoni. Anthoni zou het werk gespeeld hebben in onder meer Leipzig en Dresden. Ondertussen was hij ook fluitist van de Koninklijke Muntschouwburg, een baan die hij tot 1883 hield. Hij bleef echter ingeschakeld worden als kamermuzikant.
Van zijn hand verscheen een aantal composities, waaronder oratoria en cantates. Naar het aantal blijft het gissen; hij zou een deel daarvan hebben vernietigd, nadat ze bekritiseerd waren.
In de vriendenkring rondom bevonden zich gevierde componisten als Jan Blockx, maar ook Léo Delibes en Nikolaj Rimski-Korsakov. Die laatste droeg de fluitsolo uit zijn Capriccio Espagnol aan hem op. Jan Van den Eeden (1842-1917) deed hetzelfde met zijn Le matin, een stuk voor fluit en orkest (à son ami Theophile Anthoni).
- Gemeinsame Normdatei: 1117116980
- MusicBrainz: 609bf0c7-46e3-4e99-96e3-f52066a7e670
- Virtual International Authority File: 4132147786762268220009